# Manuel Torres Félix
José Manuel Torres Félix (Cosalá, 28 de febrero de 1958 – Quilá, 13 de octubre de 2012), también conocido como «El M1», «El 14», o «El Ondeado», fue un narcotraficante mexicano, mano derecha y principal sicario de Ismael ''El Mayo'' Zambada, exlíder del Cártel de Sinaloa, hasta su muerte durante un enfrentamiento con el Ejército Mexicano. 

## Biografía
Nacido en el municipio de Cosalá, Sinaloa, Manuel Torres Félix fue uno de los principales operadores del Cártel de Sinaloa, formando parte del cártel desde el año 1990, trabajando directamente bajo las órdenes de Ismael “El Mayo” Zambada. Su hermano, Javier Torres Félix alías “El JT”  también fue una figura clave dentro de la organización, formando una dupla poderosa en el mundo del narcotráfico. Su ascenso dentro del cártel lo llevó a convertirse en operador financiero y brazo armado, especialmente tras la ruptura con el Cártel de los Beltrán Leyva. A diferencia de su hermano, Manuel nunca fue detenido ni extraditado a Estados Unidos, lo que le permitió operar con mayor libertad en Sinaloa.
Por el contrario, "El JT" fue detenido primeramente el 27 de mayo de 1997, por la posesión de 348 kilos de cocaína los cuales almacenaban en una bodega en la ciudad de Mazatlán, pero siendo liberado siete meses después junto a sus cómplices Manuel Meza Zamudio, Ramón López Serrano y Raúl Meza Ontiveros, debido a inconsistencias en la demanda contra los acusados. Finalmente fue detenido el 28 de enero de 2004, luego de que un grupo de sicarios, asesinó una noche antes al cabo del Ejército Julio César Samayoa Sarabia, en la comunidad de El Tule, en la línea costera sur del municipio de Culiacán. Finalmente fue extraditado a México en abril de 2013.
La violencia alcanzó su punto máximo en abril de 2008, cuando el hijo de Manuel, Atanasio Torres Acosta (“El Tachio”), fue asesinado y su hermana Alondra Torres de entonces cuatro años fue herida de bala, esto en un ataque en Montebello, Culiacán. Este hecho desató una feroz venganza contra el Cártel de los Beltrán Leyva, conocido como “Los Negros”. Miembros de este grupo fueron secuestrados, torturados y ejecutados por órdenes de los Torres, en una muestra de brutalidad sin precedentes. 
La guerra entre ambos cárteles se intensificó, con enfrentamientos constantes en las calles de Culiacán y otras zonas de Sinaloa. Manuel pasó a ser conocido como “El Ondeado” debido a los mensajes dejados por “El Barbas” (Arturo Beltrán Leyva) en cuerpos decapitados.

## Muerte
El 13 de octubre de 2012, después de un enfrentamiento entre elementos del Ejército Mexicano y delincuentes en un camino que conduce al pueblo de Oso Viejo, en la localidad de Quilá, Culiacán. El día anterior a su muerte habían sido detenidos Francisco Javier Costa Franco alías “El Picho”, Mauricio Mesa Angulo y Guadalupe Franco Azueta, presuntos escoltas de "El Ondeado". "El M1" había sido agregado a la lista de los delincuentes más buscados del país meses antes de su muerte, ofreciendo 3 millones de pesos por cualquier información que diera a su captura.

## En la cultura popular
Varios narcocorridos han representado la figura de Manuel Torres como un personaje sanguinario, temible y de un rol destacado dentro del crimen organizado, así como su lealtad al Cártel de Sinaloa.